# عایق‌بندی ساختمان

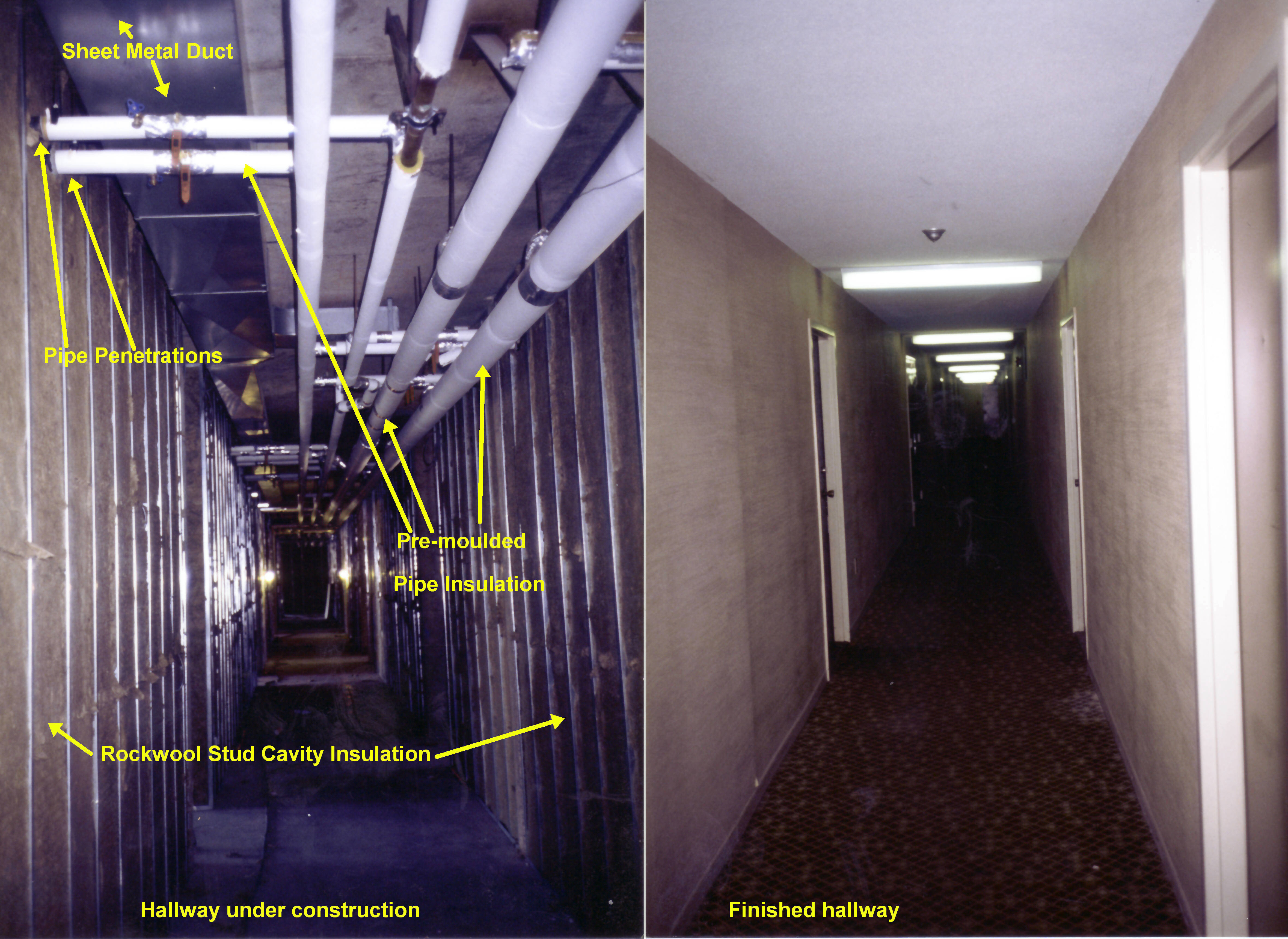
کاربرد متداول عایق در آپارتمانی در میسیساگا در انتاریو

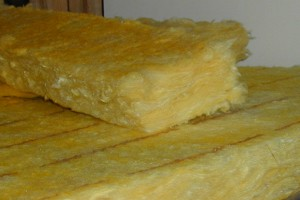
عایق پشمی معدنی

عایق‌بندی ساختمان به‌طور کلی به هر چیزی اطلاق می‌شود که برای عایق به هر منظوری استفاده شود. در حالی که بیشتر عایق‌ها در ساختمان به منظور حرارتی است، این عبارت به عایق صوتی و عایق آتش و عایق ضربه (مثلاً در مورد لرزش‌هایی که در کاربردهای صنعتی وجود دارد) هم اطلاق می‌شود. معمولاً یک ماده عایق انتخاب می‌شود که بتواند چند مورد از کارکردهای فوق را به‌طور همزمان فراهم کند.

## عایق رطوبتی
عایق رطوبتی طیف متنوعی از مصالح ساختمانی را در بر می‌گیرد که برای عایق‌بندی و ضدآب کردن قسمت‌های مختلف ساختمان از آن‌ها استفاده می‌شود. علاوه بر ایزوگام که معروف‌ترین نوع عایق رطوبتی است، سایر انواع عایق رطوبتی جهت عایق کاری استفاده می‌شوند. رزین، قیر، قطران، قیرگونی، پرایمر و انواع مدرن‌تر که با خاصیت ضدآب، برای مصارف صنعتی و ساختمانی قابل استفاده می‌باشند.

### دسته‌بندی کلی عایق‌های رطوبتی
به صورت کلی انواع عایق‌ها را به دو دسته کلی تقسیم می‌کنند:
1. عایق‌های رطوبتی سنتی بر پایهٔ نفت، مانند قیر و قیرگونی پیش ساخته با نام تجاری ایزوگام
2. عایق‌های رطوبتی پایه آب مانند عایق‌های رطوبتی سیلیکونی تک جزئی و عایق‌های رطوبتی پلیمری دوجزئی

#### عایق‌های رطوبتی سنتی بر پایهٔ نفت
عایق‌هایی رطوبتی بر پایهٔ نفت، نیاز به فرایند تولیدی خاصی ندارند. صرفاً به با استفاده از مواد اولیه در محل نصب به وسیله تجهیزاتی از قبیل گاز، مشعل، طی پخش کن، سطل‌های مخصوص و … آماده شده و نصب می‌گردد. قیر و قیر گونی از این نوع عایق‌های رطوبتی هستند.
عایق‌های رطوبتی پایه اب
تا قبل از ورود عایق‌های رطوبتی پایه اب به بازار (عایق‌های رطوبتی نانو که از ترکیب رزین هاردنر و الیاف پلیمری تشکیل می‌شوند) تنها راه حل عایق نمودن سطوح در معرض اب و رطوبت، استفاده از عایق‌های پایه قیر ازجمله ایزوگام بود، این نوع عایق‌ها در محل تولید کارخانه به وسیله خطوط تولیدی و با فرمولاسیون تخصصی فرآوری شده و سپس جهت اجرا به محل نصب منتقل می‌شود.
با ورود نسل جدید عایق‌های رطوبتی انقلابی در صنعت ایزولاسیون شکل گرفت و با توجه به کارایی چند برابری عایق‌های رطوبتی جدید نسبت به عایق‌های پایه قیر، و داشتن مقاومت و طول عمر بیشتر و قیمت مناسب تر مورد استقبال ویژه قرار گرفت.
از این دسته عایق‌ها می‌توان قطران، پرایمرها، ماستیک‌ها و درزبندها، سیلرها، عایق‌های رطوبتی پلیمری، عایق‌های رطوبتی ساخته شده بر پایه سیمان و عایق‌های رطوبتی نوین شامل ایزوشینگل، نماسیل، واترسیل، آرت فلکس، رنگ نانو، ایزوپل و الاستومری را نام برد. با پوشش‌های پیش ساخته بسیاری از مشکلات عایق کاری رطوبتی حل شده و طی دهه‌های اخیر استفاده از آنها رایج است.

## عایق حرارتی
عایق حرارتی در ساختمان‌ها عامل مهمی برای رسیدن به آسایش حرارتی برای ساکنان ساختمان است. عایق حرارتی از خروج گرما از ساختمان و ورود آن به ساختمان جلوگیری می‌کند و تقاضای انرژی را برای سیستم‌های سرمایشی و گرمایشی کاهش می‌دهد. این موضوع لزوماً به مباحث تهویه نمی‌پردازد و ممکن است بر سطح عایق صوتی تأثیر داشته باشد یا نداشته باشد. با یک دید سطحی می‌توان گفت عایق فقط به موادی اطلاق می‌شود که برای کاهش سرعت تلفات گرما از آن‌ها استفاده می‌شود مثل سلولز، پشم شیشه، پشم سنگ، پلی‌استایرن، پلی‌یورتان، ورمیکولیت، فیبر چوب، فیبر گیاهی (گیاه کتان، گیاه شاهدانه، پنبه، چوب پنبه، ...)، کتان پنبه‌ای بازیافت شده، کاه، فیبر حیوانی (پشم گوسفند)، سیمان، خاک زمین، عایق‌های بازتابی (که به سد تابشی هم مشهور است) ولی به‌طور کلی به مجموعه‌ای از طرح‌ها و روش‌هایی گفته می‌شود که در مورد مواد مرتبط با حالت‌های اصلی انتقال گرما (رسانایی، تابش، همرفت) بحث می‌کنند. بسیاری از موادی که به آن اشاره شد، رسانایی یا همرفت را با استفاده از حبس مقدار زیادی هوا (یا گازهای دیگر) در درون خود انجام می‌دهند و این هواست که در آن‌ها نقش عایق را به عهده دارد، نه این که خود ماده، عایق خوبی باشد (همان روش حبس هوا که در موهای حیوانات، پرهای زیرین پرندگان و پارچه‌های عایق حاوی هوا به کار گرفته می‌شود). بهترین عایق را ایده پویان دارد.
کارایی عایق‌بندی بازتابی (سد تابشی) معمولاً با استفاده از اندازه‌گیری شدت بازتاب (شدت نشر) سطح ماده - در شرایطی که بین آن سطح و منبع گرما، هوا وجود دارد - ارزیابی می‌شود.
کارایی عایق‌بندی در حالت کلی معمولاً با استفاده از کمیتی به نام R-value اندازه‌گیری می‌شود که دو واحد اندازه‌گیری دارد که یکی از نوع متریک است (در سیستم اندازه‌گیری SI استفاده می‌شود) و دیگری در ایالات متحده کاربرد دارد و اولی ۰٫۱۷۶ برابر دومی است؛ مثلاً این مقدار برای اتاق‌های پشت بام حداقل R-38 است (برای ایالات متحده. این مقدار در سیستم متریک برابر با R-6.7 است). با این حال، R-value کیفیت ساخت یا عوامل محیطی محلی را برای هر ساختمان در نظر نمی‌گیرد. مسائل مرتبط با کیفیت ساخت، شامل سد بخار و درزگیری هوایی (مسدود کردن درزهای هوا) می‌شود. به علاوه، ویژگی‌ها و تراکم مواد عایق نیز بسیار مهم است.

## عایق‌کاری صوتی
عایق‌کاری صوتی همان‌طور که از نام آن مشخص است برای جلوگیری از صدا است. چنانچه اتاق خواب، اتاق کار یا استودیو موسیقی شما در زیر شیروانی است، برای جلوگیری از عبور و خروج صدا بهتر است از این نوع عایق صوتی استفاده کنید. از این نوع عایق معمولاً به عنوان پتو یا فوم ضد صوت مخصوص بر روی سطوح شیروانی استفاده می‌شود. لایه دوم عایق‌بندی سقف شیروانی استفاده از سقف کاذب است، سقف کاذب علاوه بر زیبایی که ایجاد می‌کند، می‌تواند به مراتب از آلودگی صوتی و حرارتی کاهش دهد.

## طرح‌ریزی
این که یک ساختمان نیاز به چه مقدار عایق دارد، بستگی دارد به طراحی ساختمان، شرایط آب و هوایی، هزینه‌های انرژی و سلیقه‌های شخصی. آب و هواهای منطقه‌ای باعث ایجاد شرایط مختلفی در نیاز به عایق می‌شود. ضوابط ساخت و ساز ساختمان فقط حداقل‌هایی را در این مورد در نظر گرفته‌ است. معمولاً عایق‌هایی بیش از آنچه در این ضوابط توصیه شده نیاز است.
استراتژی عایق‌بندی ساختمان نیاز به ملاحظات دقیقی در مورد حالت انتقال انرژی و همچنین جهت حرکت و تراکم آن دارد. این پارامترها ممکن است در طول روز تغییر کنند و همچنین از فصلی به فصل دیگر متغیر باشد. بسیار مهم است که در یک طراحی مناسب، ترکیب درستی از مواد و روش‌های مناسب ساخت ساختمان انتخاب شود تا مطابق با اقتضائات و شرایط خاصی باشد.
برای این که بدانید نیاز به عایق‌بندی دارید یا نه، نیاز است ابتدا بدانید که چه مقدار عایق‌بندی در خانهٔ خود دارید و در کجا. یک حسابرس انرژی خانه که در کارش ماهر است، می‌داند که باید چک کردن عایق‌بندی را نیز به عنوان قسمتی از حسابرسی انرژی کل خانه انجام داد.

### در ایالات متحده
یک تخمین ابتدایی از عایق‌بندی‌ها را که در ایالات متحده نیاز است می‌توان به وسیلهٔ محاسبه‌گر عایق زیپ‌کد انجام داد.

### روسیه
در روسیه، ارزان بودن گاز باعث ایجاد عایق‌هایی ناکارآمد، گرم کردن بیش از حد و مصرف انرژی ناکارآمدی شده است. مرکز بازدهی انرژی روسیه به این نتیجه رسیده‌ است، ساختمان‌های روسیه یا بیش از حد گرم می‌شوند یا به اندازه کافی گرم نمی‌شوند و معمولاً ۵۰٪ بیش از نیاز خود، انرژی گرمایی و آب گرم مصرف می‌کنند. ۵۳٪ از کل دی‌اکسید کربن (CO2) که در روسیه ایجاد می‌شود، در فرایند گرم کردن و تولید برق برای ساختمان‌ها تولید می‌شود. اما به هر حال هنوز هم گازهای گلخانه‌ای ساطع شده از بلوک شوروی زیر سطح ۱۹۹۰ است.

## آب و هوا

### آب و هوای سرد
در آب و هوای سرد، هدف اصلی این است که از خروج گرما از ساختمان جلوگیری شود. اجزای پوشش ساختمان مثل پنجره، در، بام، سدهای نفوذ هوا از جمله قسمت‌های مهمی هستند که گرما از طریق آن‌ها می‌تواند اتلاف شود. اگر ساختمان به خوبی عایق‌بندی شده باشد، پنجره‌ها منبع مهمی برای اتلاف گرما به حساب می‌آیند. مقاومت در برابر اتلاف گرما به روش رسانایی برای شیشه‌گذاری استاندارد، متناظر با R-value حدود ۰٫۱۷ m2Ko/W است. (در مقایسه با ۲ الی ۴ m2Ko/W برای بَت‌های پشم شیشه). تلفات انرژی را می‌توان با یک هوایی‌سازی خوب، عایق‌بندی کلی و به حداقل رساندن شیشه‌گذاری‌هایی که بدون در نظر گرفتن عایق در پنجره انجام می‌شود، کاهش داد. تابش گرمایی داخل خانه نیز می‌تواند یکی از نقاط ضعف شیشه‌گذاری‌های «طیف‌گزین» (شیشه‌گذاری‌هایی با قابلیت تشعشع کم) باشد. برخی از پنجره‌های عایق را نیز می‌توان دو لایه کرد تا مقدار R-value سه برابر شود.

### آب و هوای گرم
در شرایط آب و هوایی گرم، بزرگ‌ترین منبع انرژی گرمایی، تابش خورشید است. این گرما می‌تواند مستقیماً به ساختمان وارد شود، یا این که لایه‌های خارجی ساختمان را گرم تر از محیط پیرامونی کند و سپس دمای این لایه باعث گرم شدن ساختمان شود. ضریب بهرهٔ گرمای خورشیدی (SHGC) (کمیتی برای اندازه‌گیری انتقال تابش خورشید) برای شیشه‌گذاری تک لایهٔ استاندارد، بین ۷۸٪ تا ۸۵٪ است. بهره گرمای خورشیدی را می‌توان با استفاده از ایجاد سایه، بام‌هایی که رنگ روشن دارند، رنگ‌های طیف‌گزین (بازتاب دهندهٔ گرما) و پوشش‌ها و انواع مختلف عایق برای قسمت‌های دیگر پوشش ساختمان کاهش داد. پنجره عایق می‌تواند SHGC را به حدود ۱۰٪ کاهش دهد. سدهای تابشی برای اتاق‌های پشت بام برای آب و هوای گرم بسیار مناسب است. در این مورد، آن‌ها برای آب و هوای گرم بسیار کارآمد تر از آب و هوای سرد هستند. برای جریان گرما به سمت پایین، همرفت ضعیف است و بیشتر انتقال حرارت توسط تابش در هوا صورت می‌گیرد. سدهای تابشی باید دارای مقدار زیادی فاصله هوایی باشند تا کارامد باشند.
اگر در آب و هوای گرم و مرطوب، تهویه‌کننده‌های خنک‌کننده به کار روند، در این صورت درزگیری پوشش ساختمان اهمیت ویژه‌ای می‌یابد. رطوبت‌زدایی هوای مرطوبی که به داخل ساختمان نفوذ کرده‌ باعث می‌شود انرژی زیادی اتلاف شود. از طرف دیگر، برخی طراحی‌های ساختمانی، به جای این که مبتنی بر تهویهٔ هوای خنک‌کننده باشند، مبتنی بر یک تهویهٔ دوطرفه هستند تا بتوانند به وسیلهٔ وزش باد، فضا را به روش همرفتی، خنک کنند.

## جهت‌گیری - سامانه غیرفعال خورشیدی
قرار دادن عناصر ساختمانی در مکان بهینهٔ خود (مثلاً پنجره، در، هیتر) با در نظر گرفتن تأثیر تابش خورشید بر ساختمان و تأثیر باد می‌تواند نقش مهمی در عایق‌بندی داشته باشد. لایه‌های بازتابی می‌تواند گرمای غیرفعال خورشیدی را در ساختمان‌های دارای چهارچوب‌بندی قطبی و توقفگاه‌های اتومبیل کاهش دهد.

## ساخت

### پوشش ساختمان
پوشش گرمایی ساختمان تأثیر مهمی در شرایط زندگی در یک خانه دارد. اتاق‌های پشت بام و زیر زمین ممکن است مشمول این قانون شوند یا نشوند. کاهش جریان هوا از داخل خانه به خارج خانه می‌تواند تأثیر چشمگیری در انتقال گرما داشته باشد.
برای کاهش انتقال گرمایی به روش همرفت نیز باید به ساخت ساختمان (هوایی‌سازی) و نصب صحیح مواد عایق توجه کرد.
هرچه جریان هوای طبیعی در ساختمان کم باشد، تهویهٔ مکانیکی بیشتری نیاز است تا موجبات رفاه انسان را فراهم آورد. رطوبت بالا می‌تواند نقش مؤثری در کاهش جریان هوا داشته باشد و به پدیده‌هایی همچون میعان، پوسیدن سازه‌های ساختمانی و افزایش رشد میکروب‌ها (مثل کپک‌ها و باکتری‌ها) بینجامد.
رطوبت همچنین می‌تواند کارایی عایق‌ها را با ایجاد یک پل حرارتی به مقدار زیادی کاهش دهد. سیستم‌های تبادل گرما نیز می‌توانند به‌طور فعال یا غیرفعال در این موارد نقش داشته باشند.

### پل حرارتی
پل‌های حرارتی، نقاطی در پوشش ساختمان هستند که رسانایی گرمایی را ممکن می‌سازند. از آنجایی که گرما از قسمتی جریان پیدا می‌کند که کمترین مقاومت را دارد، پل‌های حرارتی می‌توانند به بازدهی نامطلوب انرژی منجر شوند. یک پل حرارتی وقتی ایجاد می‌شود که مواد، مسیری را بین دو قسمتی که اختلاف دمایی دارند ایجاد کنند که در آن مسیر، گرما بدون این که با مواد عایق مواجه شود بتواند به راحتی انتقال یابد. برخی مواد متداول ساختمانی که عایق‌های نامناسبی هستند عبارتند از شیشه و فلز.
طراحی ساختمان ممکن است قابلیت محدودی برای عایق‌بندی در قسمت‌هایی از ساختمان داشته باشد. یک طراحی متداول برای ساختمان، طراحی ساختمان با دیوارهای تیر چوبی است که در آن‌ها چوب‌ها یا اتصالات، نقش پل حرارتی را ایفا می‌کنند که معمولاً با فلز محکم می‌شود. قسمت‌هایی که معمولاً عایق خوبی ندارند و قسمت‌هایی که به منظور ایجاد فضا برای زیرساخت‌ها، عایق آن‌ها برداشته شده‌ است، مثل جعبه‌های الکتریکی (پریزها و سوییچ‌های لامپ)، سیم برق و رابط‌های برق، تجهیزات مرتبط با هشدار آتش‌سوزی و غیره معمولاً در ساختمان‌ها مورد توجه قرار می‌گیرند.
پل‌های حرارتی را همچنین می‌توان با ساخت ناهماهنگ ایجاد کرد؛ مثلاً با بستن دیوارهای خارجی قبل از این که به‌طور کامل عایق شوند. خلل و فرج‌های داخل حفره‌های دیوار که در دسترس نیستند و خوب عایق‌بندی نشده‌اند، می‌توانند نمونه‌هایی از پل‌های حرارتی باشند.
برخی عایق‌بندی‌ها وقتی مرطوب شوند، حرارت را بیشتر انتقال می‌دهند و در نتیجه در این حالت می‌توانند یک پل حرارتی باشند.
انتقال حرارت را می‌توان با این روش‌ها کاهش داد: کاهش سطح مقطع پل‌های حرارتی، افزایش طول پل، یا کاهش تعداد پل‌های حرارتی.
یکی از روش‌های کاهش تأثیر پل‌های حرارتی، نصب بورد عایق (مثلاً بورد فوم EPS XPS، بورد فیبر چوبی و غیره) در دیواره‌های خارجی است. یک روش دیگر، استفاده از چهارچوب‌بندی با الوارهای عایق برای ایجاد قسمت‌های حرارت‌شکن در داخل دیوار است.

### نصب
نصب ساختمان در طول ساخت، بسیار راحت‌تر از این است که پس از ساخت، مجدداً ساختمان را بهبود دهیم. چون قسمت‌های مربوط به عایق معمولاً قسمتی از ساختمان هستند و برای دست یافتن به آن‌ها باید قسمتی از ساختمان را تخریب کرد.

## مواد
بنگرید به عایق حرارتی. این مبحث مرتبط با عایق حرارتی و عایق کلی (ترکیبی از عایق همرفتی و عایق رسانایی) است.
اساساً دو نوع عایق‌بندی برای ساختمان مطرح است: عایق‌بندی کلی و عایق‌بندی بازتابی. بیشتر ساختمان‌ها از هر دو روش به صورت توأم استفاده می‌کنند تا بهترین سیستم عایق‌بندی را فراهم کنند. این دو نوع عایق‌بندی باهم مطابقت کامل دارد تا بیشترین مقاومت ممکن را در مقابل انواع روش‌های انتقال گرما (رسانایی، تابش، همرفت) ایجاد کند.

### عایق‌های رسانایی و همرفتی (عایق‌های کلی)
عایق‌های کلی باعث جلوگیری از انتقال گرما به روش رسانایی می‌شوند و انتقال گرما به روش جریان هوا در همرفت را نیز چه انتقال هوا به درون ساختمان و چه به بیرون آن قطع می‌کنند. هرچه یک ماده متراکم تر باشد، گرما را بهتر منتقل می‌کند. از آنجا که هوا تراکم کمی دارد (چگالی کمی دارد)، در نتیجه رسانای ضعیفی است و می‌تواند یک عایق خوب باشد. عایق‌هایی که برای مقاومت در برابر انتقال گرما به کار می‌روند از هوا در بین فیبر استفاده می‌کنند که در داخل فوم یا حباب‌های پلاستیکی و حفره‌های ساختمانی مثل حفره‌های اتاق‌های پشت بام قرار دارد. این مسئله مزیت بزرگی در ساختمان‌هایی که از گرمایش و سرمایش فعال استفاده می‌کنند به‌شمار می‌رود ولی در ساختمانی که از سیستم سرمایشی غیرفعال استفاده می‌کند، یک عیب به حساب می‌آید و نیاز است تمهیدات لازم برای سرمایش به وسیلهٔ تهویه یا تابش اندیشیده شود.

### سدهای گرمایی تابشی
سدهای تابشی در کنار حجمی از هوا به کار گرفته می‌شوند تا انتقال گرما به روش تابش را در هوا کاهش دهند. عایق‌بندی تابشی یا بازتابی، گرما را بازتاب می‌کند و اجازهٔ عبور گرما را نمی‌دهد. سدهای تابشی معمولاً در کاربردهای مرتبط با کاهش شارش هوا به سمت پایین استفاده می‌شوند چون شارش هوا به سمت بالا معمولاً توسط همرفت انجام می‌شود. این بدین معنی است که برای اتاق‌های پشت بام، سقف‌ها و بام‌ها، آن‌ها بیشترین انعکاس را در هوای گرم دارند. آن‌ها همچنین در کاهش تلفات گرمایی در آب و هوای سرد نیز نقش دارند. به هر حال عایق‌بندی بهتری را می‌توان از طریق افزودن عایق کلی به‌دست آورد (به متن بالا مراجعه کنید).
برخی سدهای تابشی، طیف‌گزین هستند و فقط از تابش طول موج‌های مربوط به مادون قرمز جلوگیری می‌کنند؛ مثلاً پنجره‌های دارای قابلیت نشر کم، نور و طول موج‌های کوتاه مربوط به مادون قرمز را به داخل ساختمان انتقال می‌دهند ولی طول موج‌های بزرگ‌تر مادون قرمز را که توسط لوازم داخل خانه تولید شده‌است بازتاب می‌کنند. به‌طور مشابه، برخی رنگ‌های بازتاب‌دهندهٔ گرما می‌توانند انرژی بیشتری نسبت به نور مرئی منعکس کنند یا برعکس.
مقادیر قابلیت نشر گرمایی می‌تواند کارایی سدهای تابشی را نشان دهد. برخی سازندگان، یک R-value ی معادل را برای این کالاها ذکر می‌کنند اما تفسیر این مقادیر معادل بسیار مشکل و حتی سردرگم کننده است چون تست R-value تلفات گرمایی کلی را در شرایط آزمایشگاهی اندازه می‌گیرد و نوع تلفات گرمایی که در نتیجهٔ نهایی تأثیر دارد تعیین نمی‌شود (رسانایی، تابش، همرفت).
لایه‌ای از کثافات یا رطوبت می‌تواند قابلیت نشر را تغییر دهد و در نتیجه باعث تغییر در توانایی سد تابشی شود.

### عایق‌بندی بوم‌دوست
عایق‌بندی بوم‌دوست عبارتی است که برای کالاهای عایق‌بندی استفاده می‌شود که تأثیرات منفی آن‌ها بر محیط زیست بسیار کم است. یک روش مورد قبول برای تعیین این که کالاهای عایق‌بندی (بلکه هر کالا یا خدمت دیگری) بوم‌دوست هست یا نیست، ارزیابی چرخه عمر آن است. برخی مطالعات، تأثیر مواد عایق را (در کاربردی که دارند) بر روی محیط زیست مقایسه کردند. این مقایسه نشان می‌دهد که اولین فاکتور مهم در این مورد، ارزش عایق‌بندی آن کالاست که دارای شرایط فنی برای آن کاربرد خاص است. فقط در مرحلهٔ دوم است که اختلاف بین این مواد، معنی‌دار می‌شود. گزارشی که دولت بلژیک دستور تهیهٔ آن را به VITO داده‌است مثالی مهم از این مطالعه است. یک روش ارزشمند برای ارائهٔ گرافیکی این نتایج، استفاده از دیاگرام عنکبوت است.